# Schlussstrich (Notenschrift)

Schlussstrich

Der Schlussstrich ist als Schlusszeichen in der Musiknotation eine spezielle Form des Taktstrichs, der das Ende eines Musikstückes anzeigt. Auch ein in sich abgeschlossener Teil eines größeren musikalischen Werks wie ein Satz oder ein Akt eines musikdramatischen Werks wird durch einen Schlussstrich abgeschlossen.
Der Schlussstrich hat die Form zweier senkrechter, eng beieinander liegender Striche, bei denen der zweite etwas dicker ist und sich meist ganz am Ende des Notensystems befindet.
Der Schlussstrich kennzeichnet das Ende des klingenden Musikstücks, muss dabei aber nicht notwendigerweise am Ende des notierten Musikstücks stehen. Beispielsweise steht bei Da-capo-Arien in der Form A – B – A der Schlussstrich am Ende des zu wiederholenden, aber nur einmal notierten A-Teils. Meist wird das Ende zusätzlich durch das Wort Fine und/oder eine Fermate über dem Schlussstrich gekennzeichnet. Am Ende des B-Teils steht dagegen ein einfacher Doppelstrich und die Spielanweisung da capo (D. C.).

## Darstellung in Computersystemen
Im internationalen Zeichenkodierungssystem Unicode liegt der 𝄂 auf Position:
- U+1D102 – MUSICAL SYMBOL FINAL BARLINE

Dies wird jedoch nicht auf allen Computersystemen korrekt dargestellt.